# Guyanakardinal
Guyanakardinal (Periporphyrus erythromelas) är en fågel i familjen kardinaler inom ordningen tättingar. Den förekommer i norra Sydamerika. Arten minskar i antal, men beståndet anses ändå vara livskraftigt.

## Utseende och läten
Guyanakardinalen är en 20,5 cm lång medlem av familjen med svart på huvud, haka och strupe. Hanen har illröd nackkrage och undersida och djupare röd ovansida. Honan är gröngul, färgstarkast på nacken och undersidan. Den mycket kraftiga näbben är mörk med ljust längst in på undre näbbhalvan. Honan kan förväxlas med gröngul kardinal, men hos denna är det svarta begränsat till ansiktet och sträcker sig inte upp på hjässan eller till örontäckarna.
Sången består av varierande två till tre fraser med mycket behagliga stigande och fallande toner, framförd långsamt och lite tvekande. Lätet är ett vasst och ljust "spink".

## Utbredning och systematik
Fågeln förekommer från södra Venezuelas anslutning till Guyana och östra Amazonområdet (Brasilien). Den behandlas som monotypisk, det vill säga att den inte delas in i några underarter.

### Släktestillhörighet
Guyanakardinalen placeras traditionellt som enda art i släktet Periporphyrus. Genetiska studier visar dock att den är relativt nära släkt med både rödhalsad kardinal (Rhodothraupis celaeno) och de båda arterna i Caryothraustes. International Ornithological Congress inkluderar därför sedan 2023 rödhalsad kardinal i Periporphyrus som har prioritet. Birdlife International och IUCN går ett steg längre och för dem båda till Caryothraustes.

## Status och hot
Arten har ett stort utbredningsområde och en stor population, men tros minska i antal, dock inte tillräckligt kraftigt för att den ska betraktas som hotad. Internationella naturvårdsunionen IUCN listar därför arten som livskraftig (LC). Beståndet uppskattas till i storleksordningen 100 000 till en halv miljon vuxna individer.